# 吴守仁
吴守仁（？—？），安徽庐江人，清朝政治人物。进士出身。
道光十三年（1833年）癸巳科进士，道光十七年（1837年）署云南楚雄府大姚县知县。